# Crnoglava strnadica
Crnoglava strnadica (lat. Emberiza melanocephala) mala je ptica pevačica iz familije strnadica (Emberizidae). Gnezdi se u jugoistočnoj Evropi na zapadu do Irana na istoku, pri čemu većina populacije zimu provodi u Indiji, dok neke jedinke odlaze dalje na jugoistok Azije. Kao i ostali pripadnici ove familije, naseljava otvorene travnate površine gde se sreće u jatima dok pretražuju prostor u potrazi za hranom. Odrasli mužjaci su jarkih boja, sa žutim pokrovnim perima, boje lešnika na leđima i crnom glavom. Odrasle ženke izgledaju kao mužjaci pri čemu su njihove boje bleđe. Van sezone gnežđenja kada su im boje izrazite, teško ih je razlikovati od srodne vrste, crvenoglave strnadice (Emberiza bruniceps) sa kojom se u zoni preklapanja njihovog arela (severni Iran) rasprostranjenja ove vrste ukrštaju.

## Etimologija
Latinsko ime Emberiza potiče od staronemačke reči Embritz što znači strnadica, a specijski deo latinskog imena vrste melanocephala je iz starogrčkog i kovanica je reči melas što znači „crn” i kephale što znači „glava”.

## Opis
Ova ptica je 15 cm dugačka, veća od barske strnadice (Emberiza schoeniclus) i ima duži rep. Mužjaci u sezoni parenja imaju jarko žuto pokrovno perje stomaka, perje leđa i krila je obojeno braon bojom, a glava je crna. Ženka je isprana verzija mužjaka, sa svetlijim perjem stomaka, sivo braon perjem leđa i krila i sivkastom glavom. Mladunci su jako slični ženki i teško se mogu prepoznati kada su u drštvu njihove jako slične i srodne vrste, crnoglave strnadice iako su kod crnoglave strnadice obrazi tamniji od glave. Jednogodišnji mužjaci imaju sivu kapu sa sivo-braon pečatima na grudima. Jednogodišnje ženke se skoro jedva razlikuju od ženki crvenoglave strnadice i ono što je ključni karakter su pruge na glavi kojih ima više nego li na dnu leđa. Trtica je žute boje.
Crnoglava i crvenoglava strnadica su sestrinske vrste koje formiraju kladus zajedno sa ćubastom strnadicom (Melophus lathami).

## Stanište i distribucija
Crnoglava strnadica se gnezdi na otvorenim staništima, uključujući i poljoprivredne površine. Zimi odlaze u Aziju i tamo se sreću velika jata na otvorenim travnatim površinama i poljoprivrednim poljima. Najduži pređeni put na seobi kod prstenovane jedinke iznosi oko 7.000 km. Još jedna jedinka koja je uhvaćena prstenovana preletela je 1.000 km za sedam dana. Mužjaci formiraju jata pre ženki i na mestima zimovanja dolaze pre njih. Zimski areal u Indiji je uglavnom ograničen na zapadnu i severnu Indiju, proširujući se ka jugu do severne Karnatake. Zimi formiraju velika zimujuća jata, na trnovitim akacijama gde se pridružuju drugim vrstama kao što je žutogrli vrabac (Gymnoris xanthocollis).
Glavnina gnezdeće zone ide do jugoistočne Evrope, uključujući i Srbiju gde se vrsta u poslednjoj dekadi polako širi na sever, pa sve do centralne Azije. Iako glavnina populacije zimu provodi u Indiji, pojedini primerci se sreću na daljem istoku u Japanu, Kini, Hong Kongu, Tajlandu, Laosu, Južnoj Koreji i Maleziji. Letnje lutalice se mogu pojaviti i na severu Evrope sve do Norveške.

## Ponašanje i ekologija
Crnoglava strnadica se sreće u velikim jatima kada luta u potrazi za semenkama kojima se hrani. Gnezde se na leto, praveći gnezdo na zemlji ili u niskim žbunovima. Pravi zdelasto gnezdo od suve trave obloženo finim dlakama sisara. Poleg može brojati do šest jaja. Inkubacija traje 13 dana. Njihova ishrana se sastoji od insekata koje jedu dok su mlade, no kada odrastu, ishrana se bazira na semenkama. U Bugarskoj, usled degradacije staništa sa magarećim trnom, od čijih pamučnih delova semenki prave mekani deo gnezda, stopa mortaliteta populacije je bila veliki i ovo se smatra primerom ekološke zamke kada zbog degradacije optimalnih staništa, vrste odlaze u manje optimalna ili pesimalna staništa. U severnom Iranu postoji zona preklapanja populacija crnoglave i crvenoglave strnadice i na mestu preklapanja dolazi do hibridizacije ovih populacija, pri čemu se često sreću hibridi, iako molekularni podaci ukazuju da postoji velika genetička divergencija između ovih dveju vrsta.

## Spoljašnje veze
- Photographs, videos and sound recordings on the Internet Bird Collection Архивирано на веб-сајту  (14. септембар 2013)
- BioRaS - Opste informacije na srpskom Архивирано на веб-сајту  (17. август 2017)
- Podaci o nalazima u Srbiji - BioRaS Архивирано на веб-сајту  (17. август 2017)